# Кирилловка (Бугульминский район)
Кирилловка — деревня в Бугульминском районе Татарстана. Входит в состав Акбашского сельского поселения.

## География
Находится в юго-восточной части Татарстана на расстоянии приблизительно 20 км на юг-юго-запад по прямой от районного центра города Бугульма на границе с Оренбургской областью.

## История
Основана в 1920-х годах.

## Население
Постоянных жителей было: в 1926—187, в 1938—254, в 1949—180, в 1958—141, в 1970—127, в 1979 — 76, в 1989 — 32, в 2002 — 5 (русские 100 %), 13 в 2010.